# Colin Hanks
Colin Lewes Hanks (Sacramento, 24 november 1977) is een Amerikaans televisie- en filmacteur. Hij is de oudste zoon van acteur Tom Hanks.
Hanks speelde een hoofdrol in de films Get Over It (2001) en Orange County (2002). Op tv was hij te zien in de sciencefictionserie Roswell en in de met zes Emmy Awards bekroonde oorlogsserie Band of Brothers. In het najaar van 2011 was hij te zien in het zesde seizoen van de populaire Amerikaanse televisieserie Dexter, waarin hij de rol van Travis vertolkt. Met de film Parkland uit 2013 nam hij de rol als dokter op zich die zijn vader produceerde. In 2014 speelde hij een hoofdrol als politieman Gus Grimly in de televisieserie Fargo.
Hanks vertolkte tevens de rol van Alex Vreeke in de films Jumanji: Welcome to the Jungle (2017) en Jumanji: The Next Level (2019).

## Privé
Hanks trouwde in 2010 met een voormalig journaliste. Samen hebben zij twee dochters, één geboren in 2011 en de ander in 2013.